# سیارک ۱۳۲۶۸
سیارک ۱۳۲۶۸ (به انگلیسی: 13268 Trevorcorbin، نامگذاری:1998QS34) سیزده هزار و دویست و شصت و هشتمین سیارک کشف شده‌است که در ۱۷ اوت ۱۹۹۸ کشف شد.
قدر مطلق سیارک برابر ۱۸.۶ است.